# 高年億
高年億，台灣人，《聯合報》負責司法新聞的記者。其於2006年4月24日台北地方法院開庭審理勁永國際「股市勁永禿鷹案」（勁永案）時，堅決不透露勁永案報導的消息來源，為合議庭依《刑事訴訟法》第182條「證人無正當理由拒絕證言」之規定裁罰最高額的新台幣三萬元罰鍰，因此成為台灣首位因拒絕透露消息來源而被法院裁罰的案例，之後並連續遭到台北地方法院裁罰計新台幣九萬元。此案引起新聞自由與公共利益的爭議，在台灣平面媒體有《聯合報》、《中國時報》、《蘋果日報》以社論表示希望法官尊重新聞自由、予以免罰，但也有論者表示新聞自由應對公共利益退讓。
2012年11月，臺北地檢署偵辦張廣元賭博電玩弊案，在發動搜索前3天監聽到有人以代號「快走！八王爺要出巡」（暗指檢察官要取締）通風報信，檢方懷疑是法務部調查局公共事務室專員阮鵬球洩漏給《聯合報》採訪中心副主任高年億。2013年6月14日，檢方約談兩人到案；訊後，阮鵬球因偽證、妨害秘密罪且有串證之虞，被檢方聲請羈押禁見；高年億則因不配合偵訊，檢察官漏夜簽發拘票，檢察官開拘票將他逮捕上銬，凌晨強制移送北檢複訊。檢方訊後，認為高涉嫌重大，但無羈押必要，諭令新台幣七十萬元交保。

## 參照
- 中華民國言論自由
- 言論自由
- 新聞自由

## 外部連結
- 司法與新聞將同歸於盡
- 高年億案 記者無國界組織譴責台法院 （页面存档备份，存于） （大紀元時報，2006年4月28日）
- 電玩案 《聯合報》主管疑通風報信 （页面存档备份，存于）